# Jassir Arafat

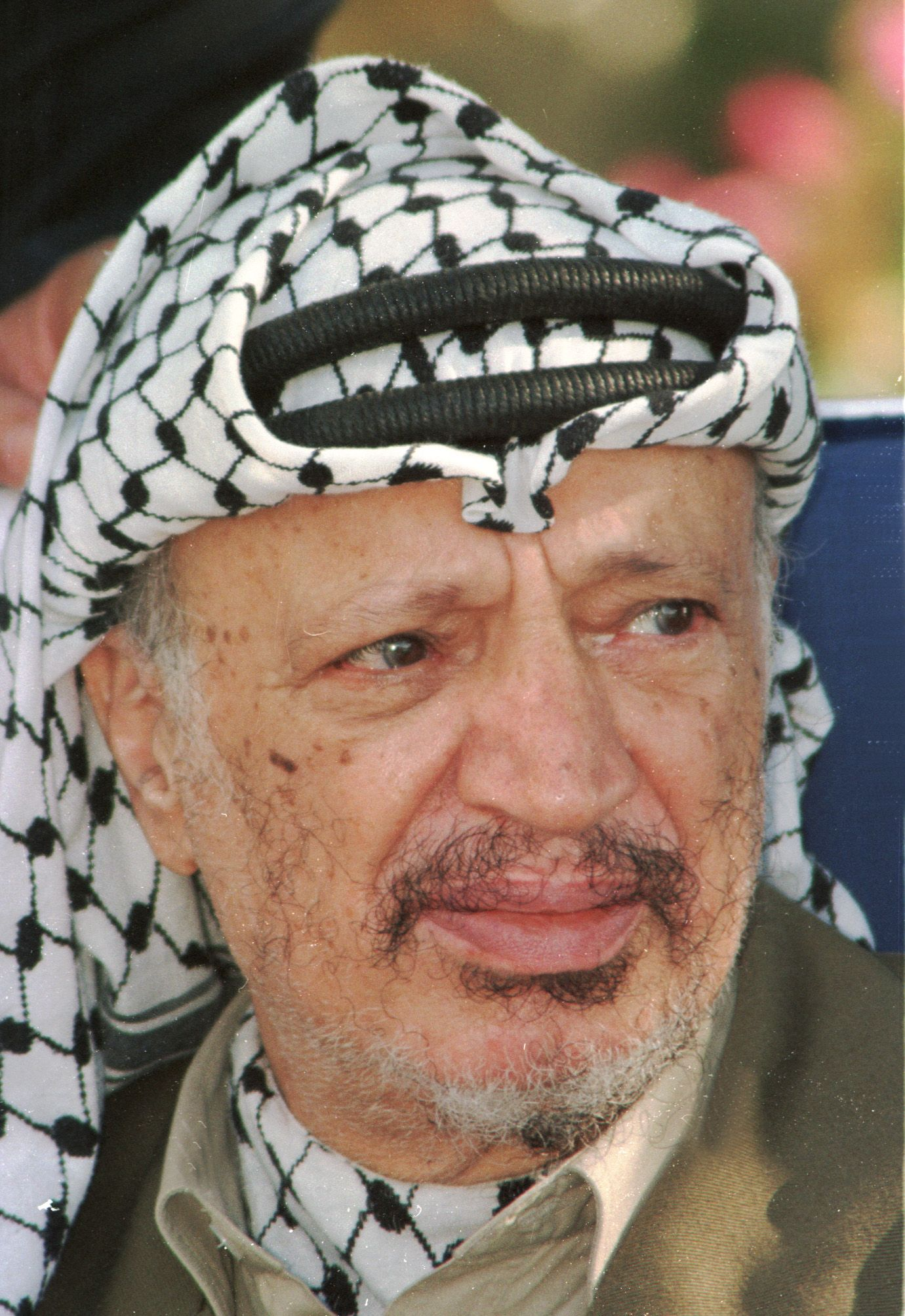
Jassir Arafat (1996)

Jassir Arafat (* 4. oder 24. August 1929 in Kairo, Ägypten; † 11. November 2004 in Clamart, Département Hauts-de-Seine, Frankreich), arabisch ياسر عرفات, DMG Yāsir ʿArafāt, ursprünglich محمد عبد الرحمن عبد الرؤوف عرفات القدوة الحسيني / Muḥammad ʿAbd ar-Raḥmān ʿAbd ar-Raʾūf ʿArafāt al-Qudwa al-Ḥusainī, Kunya: أبو عمّار / Abū ʿAmmār, war ein palästinensischer Politiker und Friedensnobelpreisträger. Er war ab dem 4. Februar 1969 dritter Vorsitzender der Palästinensischen Befreiungsorganisation (PLO) sowie vom 12. Februar 1996 bis zu seinem Tod am 11. November 2004 erster Präsident der palästinensischen Autonomiegebiete. 1959 war er Mitbegründer und später Anführer der palästinensischen Fatah, die zahlreiche terroristische Anschläge auf israelische, jordanische und libanesische Ziele verübte.
Laut Barry M. Rubin galt Arafats Bemühen jahrzehntelang der Vernichtung Israels; als strategische Mittel zur Umsetzung dieses Ziels favorisierte er Gewalt gegen israelische Bürger und Zivileinrichtungen, die den Staat grundlegend destabilisieren, seine Bürger verunsichern und Israel letztendlich zur leichten Beute eines Angriffs arabischer Armeen machen sollte. Auf die von Arafat unterstützte irakische Invasion Kuwaits folgte die in weiten Teilen erfolgreiche amerikanische Gegenoffensive sowie anschließend die Vertreibung der Palästinenser aus Kuwait 1991. Binnen weniger Tage mussten etwa 450.000 Palästinenser Kuwait verlassen. Dies und der Verlust wesentlicher Unterstützer in der arabischen Welt brachte Arafat 1993 dazu, im Namen der PLO Friedensverhandlungen mit Israel aufzunehmen, die zur gegenseitigen Anerkennung führten. 1994 erhielt er dafür gemeinsam mit Shimon Peres und Jitzchak Rabin den Friedensnobelpreis.
Im Jahr 2000 verhandelte Arafat mit Israels Regierungschef Ehud Barak und dem Präsidenten der USA, Bill Clinton, erfolglos über die Gründung eines unabhängigen, palästinensischen Staates. Nach dem Scheitern von Camp David II unterstützte Arafat die Zweite Intifada, wodurch er in seinen letzten Lebensjahren vor allem außenpolitisch an Einfluss verlor. Erst nach dem Tod Arafats waren führende palästinensische Vertreter bereit, sich für Arafats Unterstützung Saddam Husseins und der Invasion in Kuwait zu entschuldigen.
Die Beurteilungen seiner Person gehen weit auseinander. Für ihn werden die Begriffe Freiheitskämpfer, Guerillakämpfer, aber auch Terrorist verwendet.

## Leben

### Herkunft, Elternhaus und Kindheit

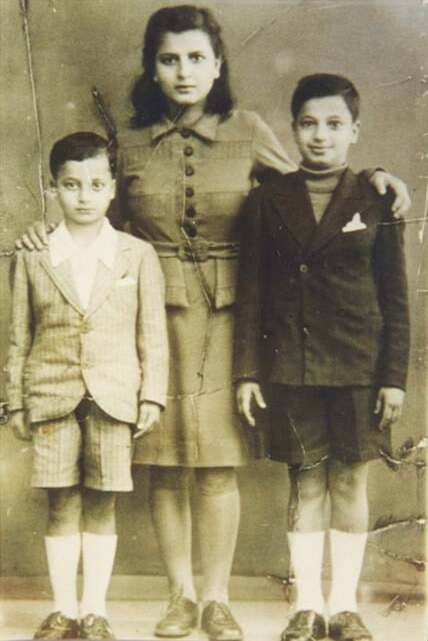
Jassir (rechts) und Fathi mit ihrer Schwester Khadija (1942)

Jassir Arafat wurde am 4. oder 24. August 1929 in Kairo, Ägypten geboren. Dies basiert auf übereinstimmenden Angaben von verschiedenen Biografen. Arafat hingegen behauptete häufig, in Palästina geboren worden zu sein, wobei er im Laufe der Zeit widersprüchliche Angaben machte. Mal behauptete er, in der Altstadt Jerusalems geboren worden zu sein, mal im Gazastreifen. Sein Geburtsname lautete Mohammed Abdel-Rauf Arafat al Qudwa al Husaini. Er war das sechste von sieben Kindern. Sein Vater Abdel Raouf Arafat al Qudwa al Husseini wurde im Gazastreifen geboren, die Wurzeln seiner Familie liegen in Chan Yunis. Er arbeitete als Handelskaufmann. Vor der Geburt Arafats ließ er sich in Kairo nieder und war im Gewürz- und Lebensmittelhandel tätig. Arafats Mutter war Zahwa Abu Saud. Sie stammte aus einer angesehenen Jerusalemer Familie, die zur palästinensischen Aristokratie gehörte. Seine Eltern siedelten 1927 nach Kairo um, nachdem sie eine Zeit lang in der Altstadt Jerusalems gelebt hatten. Im Jahr 1933 starb seine Mutter an einer Nierenerkrankung. Nach ihrem Tod heiratete der Vater erneut, was den Kindern missfiel. Er wollte einige seiner Kinder nicht um sich haben und schickte Fathi und Jassir Arafat zum Onkel Salim Abu Suud, dessen Familie in der Nähe der Al-Aqsa-Moschee lebte und im Vergleich zum Vater finanziell besser aufgestellt war. Die anderen Kinder blieben beim Vater. Der Aufenthalt in der Altstadt von Jerusalem war prägend für Arafat. In der Nähe seines Zuhauses befanden sich neben einer Kirche und Moschee auch eine Synagoge. Er war an seinen jüdischen Nachbarn interessiert und fühlte sich zu ihrer Lebensweise hingezogen. Er besuchte jüdische Hochzeiten und kam mit den jüdischen Kindern in Kontakt. Sein Jugendfreund Murad Maruk sagte später, dass er nie ein „Wort des Hasses gegen die Juden aus seinem Mund“ hörte, aber dass Arafat immer an seine „palästinensischen Wurzeln“ erinnere. Dort wurde er zum ersten Mal mit dem Konflikt zwischen Arabern und Zionisten konfrontiert. Die enorme Zuspitzung mündete in der arabischen Revolte gegen die britische Mandatsmacht (1936–1939), die blutig niedergeschlagen wurde. Arafats Familie unterhielt in Jerusalem eine enge Verbindung mit Mohammed Amin al-Husseini. Er war der Repräsentant des palästinensischen Nationalismus und der Nationalbewegung während der Mandatszeit. In Arafats späterer Studentenzeit und seinen ersten Jahren als Fatah-Aktivist spielte diese Verbindung eine wichtige Rolle. Nachdem sein Vater wieder geheiratet hatte, kehrte Arafat 1937 mit seinem Bruder nach Kairo zurück. Die Ehe des Vaters scheiterte nach kurzer Zeit, und er heiratete ein weiteres Mal. Arafats Erziehung wurde von Inama, seiner ältesten Schwester, übernommen.

### Studium und Palästinakrieg
1948 schloss Arafat seine Schulausbildung mit dem ägyptischen Abitur ab. Das Studium nahm er erst ein Jahr später auf, da sein Hauptinteresse der politischen Entwicklung galt. Der Teilungsplan der Vereinten Nationen im November 1947 und die Gründung eines jüdischen Staates auf dem historischen Boden von Palästina im Mai 1948 stießen aufseiten der arabischen Bevölkerung auf große Ablehnung. Arafat beteiligte sich vor dem endgültigen Ausbruch des Palästinakriegs auch am Schmuggel von Waffen von Ägypten nach Palästina. Im Kriegsjahr 1948 fanden zwei zentrale Ereignisse statt, die sowohl Arafat als auch die Bevölkerung Kairos erschütterten: Der Tod von Abdelqader al-Husaini, der in der Schlacht von Castel (Operation Nachschon) starb, als auch das Massaker von Deir Yasin, das von der Irgun und den Lechi begangen wurde. Arafat schloss sich dem Mobilisierungsappell an und kämpfte in einer der Einheiten der Muslimbrüder.  Diese kämpften im Süden Palästinas für die Unabhängigkeit und Freiheit des Landes und gegen Israel. Die Muslimbrüder waren in den Dreißigerjahren die engagierteste Gruppe der nationalistisch-palästinensischen Bewegung, was sie zur angesehensten politischen Gruppierung für junge arabische Palästinenser machte. Mit ihnen gelangte er bis zum Gazastreifen und hatte ein für ihn prägendes Erlebnis: Nachdem die arabischen Armeen in Israel einmarschiert waren, verlangte ein ägyptischer Offizier die Aushändigung aller Waffen der Kämpfer. Auf Nachfrage bestätigte er, dass dies ein Befehl der Arabischen Liga gewesen sei. Alle Proteste blieben wirkungslos, und Arafat resümierte später: „In diesem Augenblick war mir klar, dass wir von diesen Regimen verraten worden waren. Ich selbst war von diesem Verrat direkt betroffen. (…) Ich werde das nie vergessen.“ Arafat kam aufgrund dieser Erfahrung zu der Überzeugung, dass die arabischen Palästinenser sich nur selbst befreien könnten und arabischen Regimen großes Misstrauen entgegengebracht werden müsse.

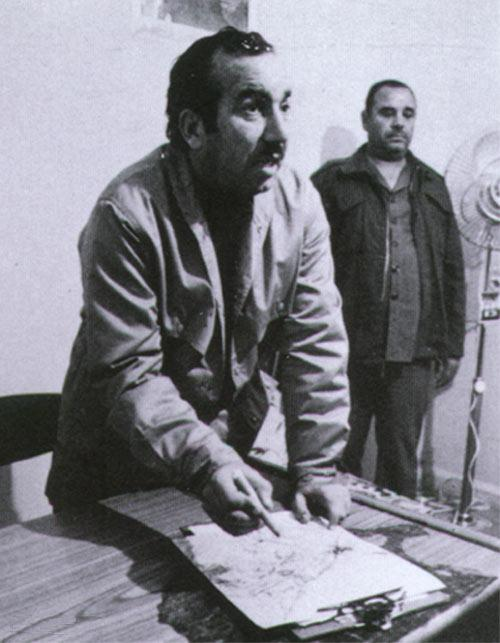
Chalil al-Wazir (unbekanntes Datum)

1949 kehrte Arafat nach Kairo zurück und studierte an der Universität Kairo (damals „King Fuad I University“) Ingenieurwissenschaften. Er beschrieb das Studium später als „Teil eines vorbestimmten revolutionären Marsches“, da er gut in Mathematik gewesen sei und seine Stärke unter anderem in der Kalkulation gelegen habe. Deshalb sei Ingenieurwissenschaft das „Nützlichste“ gewesen, was er studieren konnte. Er zeigte aber wenig Interesse am Studium und erlangte im ersten Jahr nur einen Leistungsschein. Sein zweites Studienjahr musste er wiederholen und fiel zweimal in Mathematik durch. Der spätere Fatahaktivist und Arafats bester Freund in der Studienzeit, Zoheir al Alami, sagte, dass Politik „seine einzige Aktivität“ gewesen sei. Am Anfang seines Studiums wurde er in der palästinensischen Studentenunion aktiv. Diese Gruppe war von Abdelqader al-Husaini gegründet worden, der als arabischer Nationalheld der Mandatszeit galt. 1948. Arafat wurde 1952 zum Präsidenten der Vereinigung gewählt und blieb es bis zu seinem Studienabschluss 1956. Ende 1952 wurde er nach einem gescheiterten Attentat auf den ägyptischen Präsidenten Gamal Abdel Nasser vorübergehend verhaftet. In seiner Studienzeit lernte er einige seiner wichtigsten und treuesten späteren Weggefährten kennen, darunter Salah Khalaf und Chalil al-Wazir, die ebenfalls in den 1950er Jahren studierten. Im August 1956 ging er mit Khalaf zu einem internationalen Studentenkongress in die Tschechoslowakei, der von Kommunisten gesponsert wurde. Sie wurden nur eingeladen, weil sie die Anführer der palästinensischen Studentenunion waren, allerdings nicht, weil sie einer linken Ideologie angehörten. Aus demselben Grund wurde er zu einem anderen Studentenkongress in Ibadan, Nigeria eingeladen, der jedoch von der CIA unterstützt wurde. Beide Seiten versuchten die Gunst Arafats zu gewinnen. In Ibadan forderte er, dass die israelische Delegation ausgeschlossen werden soll und wurde von anderen arabischen Delegationen unterstützt. Er ging von Komitee zu Komitee, um den Ausgang der Meetings zu beeinflussen und gab sein erstes Interview. Er machte einen ersten Eindruck auf die westlichen Teilnehmer mit seinen rollenden Augen, nicht polierten Schuhen und seinen baggy Pants. Nachdem der Versuch, die Administration zu blockieren, gescheitert war, verließ Arafat den Konferenzsaal, eine Taktik, die er später häufiger anwandte.

### Als Vorsitzender der Fatah und der PLO

#### Gründung und Aufbau der Fatah

Flagge der Fatha

Nach seinem Studienabschluss 1956 arbeitete Arafat als Ingenieur für die ägyptische Clement Company, wenig später für ein Projekt in der Stadt al-Mahalla al-Kubra. Sein Beruf erfüllte ihn jedoch nicht und er betätigte sich weiter politisch. Er gründete eine Union für ehemalige palästinensische Studenten, nahm an Demonstrationen im Gazastreifen teil und besuchte den Irak kurz nach dem Umsturz der Monarchie. Aber keine dieser Aktivitäten stellte ihn zufrieden. Hinzu kam, dass er die Atmosphäre in Ägypten unter Nasser als „schwierig“ für die palästinensische Bewegung empfand. Nach seiner Rückkehr aus Bagdad verließ er Ägypten und ging nach Kuwait, um Geld zu verdienen und um sich weiter politisch zu engagieren. In Kuwait angekommen, trat er seine Stelle als Ingenieur im Ministerium für öffentliche Arbeit an. Hier traf er Chalil al-Wazir und Salah Khalaf. Arafat wollte schnellstmöglich wieder politisch aktiv werden, weil die Modernisierung Israels schnell voranschritt. Das Land feierte bereits sein zehnjähriges Bestehen, während die Palästinenser weiterhin in Flüchtlingslagern lebten. Auch wurde gemeldet, dass Israel plane, Wasser aus dem Süden Israels und dem See Genezareth in den Negev zu pumpen, um bewohnbare Landschaften zu schaffen. Für Arafat und seine Mitstreiter war das der Kipppunkt, da sie befürchteten, dass Millionen neue Einwanderer kommen würden. Arafat und al-Wazir hatten vor, die Palästinenser in einem Kampf gegen Israel zu vereinen. Dies war schwierig, denn die Palästinenser waren seit den 1930er-Jahren in verschiedene rivalisierende Fraktionen gespalten. Das war einer der Gründe für die große Flucht im Palästinakrieg. Im Exil existierte die Fraktionsbildung weiter. Diese Fraktionen hatten verschiedene Ideologien, vom säkularen arabischen Nationalismus bis zum islamischen Fundamentalismus. Arafat und al-Wazir wollten diesen Zustand der Vergangenheit angehören lassen. Sie wollten eine Organisation für alle Palästinenser schaffen. Eine palästinensische Gruppe unter der Führung von Arafat gründete am 10. Oktober 1959 die neue Bewegung „Fatah“ („Fatah – Bewegung zur nationalen Befreiung Palästinas“). Das Vorbild war die Algerische Befreiungsfront. Die kleine Gruppe setzte sich als Erstes zum Ziel, so viele Palästinenser wie möglich zu erreichen. Deshalb nahm sie zunächst Verbindung mit palästinensischen Gastarbeitern in Katar auf. Bald wandte sich die Fatah auch an palästinensische Studenten in Deutschland, Österreich und Spanien. Um eine Publikationsmöglichkeit zu finden, besuchten Chalil al-Wazir und Arafat im Frühherbst 1959 Beirut, das als arabische Pressehauptstadt galt. Dort trafen sie Mohammed Amin al-Husseini und berichteten ihm über die neue Bewegung aus Kuwait. Husseinei stellte offenbar Kontakt zu Taufiq Hurie, einem Aktivisten der fundamentalistischen Organisation Ibad al Rahman („Diener Gottes“) her, der eine staatliche Lizenz für eine Zeitschrift besaß. Später wurde Filastinuna („Unser Palestina“) gegründet, die im Oktober 1959 zum ersten Mal erschien. Der Redakteur der Filastinuna war Chalil al-Wazir. Parallel steuerte Arafat Artikel bei. In den Folgejahren verbreitete die Fatah ihr politisches Programm über die Filastinuna.

#### In Jordanien

##### Beginn der Grenzkämpfe mit Israel, Schlacht von Karame und diplomatischer Erfolg

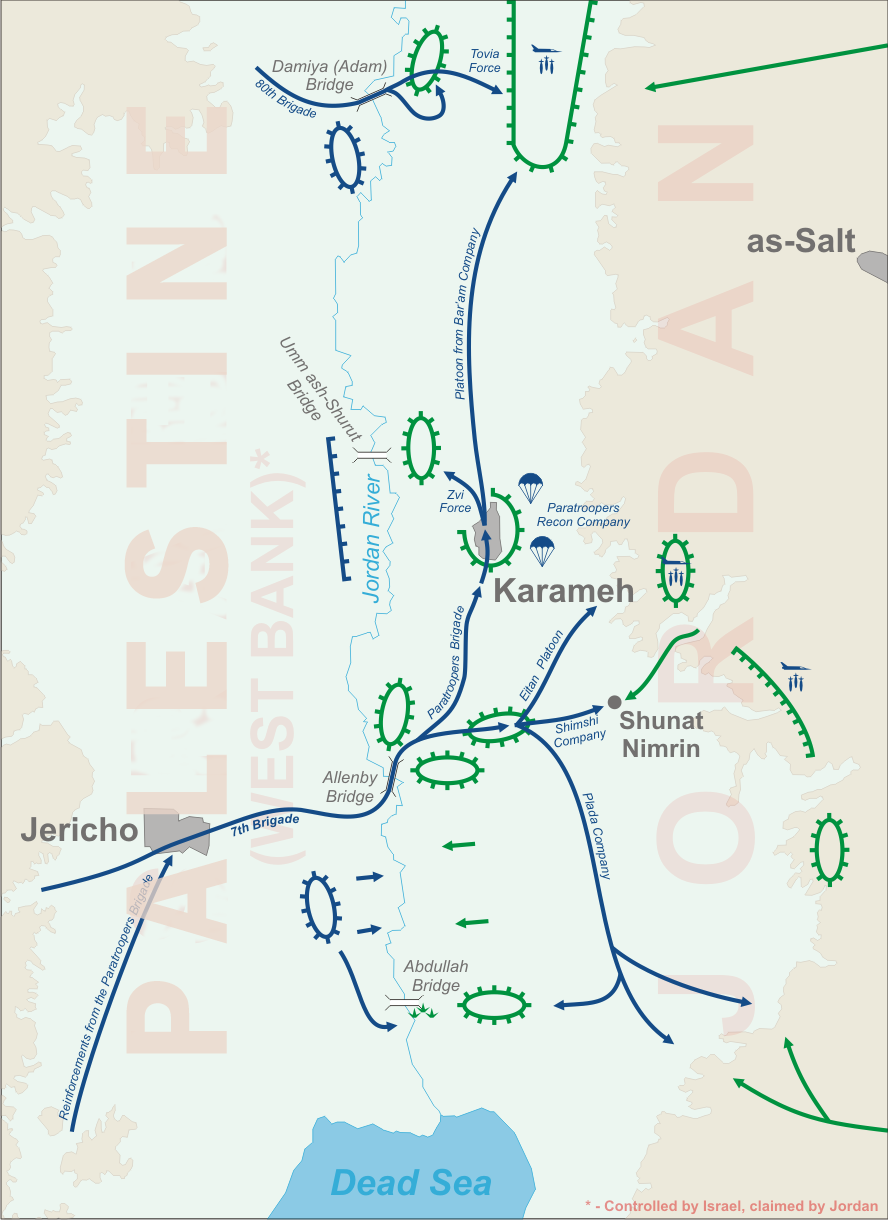
Karte der Gefechte von Karame

Die Fatah ließ sich in Jordanien nieder und errichtete ihren dort ihren Hauptstützpunkt. Von dort aus begann die Organisation die jordanische Grenze zu überqueren, um Angriffe auf Israel auszuführen. Als im Februar 1968 klar wurde, dass Jordanien die Angriffe nicht stoppen würde, ließ Israel bestimmte Ziele in Jordanien von Kampfflugzeugen bombardieren, die als Basen von Arafats Kämpfern genutzt wurden. Als Konsequenz begannen Grenzscharmützel zwischen der israelischen und der jordanischen Artillerie. Arafat versprach zwar Hussein, die Angriffe mit der jordanischen Armee zu koordinieren, doch er ignorierte die Vereinbarung und riskierte einen Krieg zwischen Israel und Jordanien. Hussein wusste, dass ein stärker werdender Arafat seine Autorität als König immer weiter untergraben wird und das seine Unterstützer Ägypten und Syrien versuchen werden, Jordanien zu dominieren. Wegen dieser Gefahr und angesichts des arabischen Drucks und der Ansichten vieler Jordanier zögerte Hussein damit, Arafat militärisch aufzuhalten. In dieser angespannten Situation hatte er die Hoffnung, dass Arafat seine Autorität respektieren würde. Die anhaltenden Grenzkämpfe mündeten im März 1968 schließlich in der Schlacht von Karame.
Die israelischen Streitkräfte überquerten die jordanische Grenze und wollten das Hauptquartier der Fatah zerstören. Ein ebenso wichtiges Ziel war das Ausschalten Arafat. Das jordanische Militär informierte jedoch die Palästinenser über einen in Karame geplanten israelischen Angriff. Trotz des bevorstehenden Angriffs zog sich Arafat nicht zurück. Ein Rückzug hätte seiner Einschätzung nach das Ende des palästinensischen Widerstands bedeutet. Er wollte den israelischen Soldaten die Stirn bieten und beschwor seine Truppen damit, dass die „gesamte arabische Nation“ zu ihnen schaue. Darüber hinaus wollte man dem Mythos „der unbesiegbaren Armee ein Ende bereiten.“ Die Schlacht war trotz der hohen Verluste eine Wende für Arafat und die Fatah, da laut Amnon Kapeliuk die Palästinenser Israel eine „symbolträchtige Niederlage“ bereitet haben und die Fatah sich ihres Erfolgs bewusst war. Ein zerstörter israelischer Panzer wurde zum Symbol des Triumphs und Arafat stellte die Kämpfer als heldenhaft dar. Die Beerdigung der Gefallenen verwandelte sich zu einer Demonstration, da fünftausend Männer sich der Fatah anschließen wollten. Nach der Schlacht lud Gamal Abdel Nasser Arafat nach Ägypten ein und unterstützte ihn öffentlich. Schließlich schenkte er ihm eine Radiostation. Ebenso nahm Nasser Arafat nach Moskau mit. Während Nasser die Unterstützung Arafats und der PLO forderte, gelang es Arafat, die russische Führung davon zu überzeugen, dass er der Sowjetunion freundlich gesinnt sei und die Vereinigten Staaten hasse. Die Sowjetunion sagte der geheimen Lieferung von Waffen an die Fatah zu. Später bat Nasser andere Länder darum, Arafat zu unterstützen.

##### Machtkampf mit Hussein

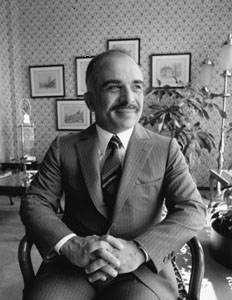
König Hussein von Jordanien (1980)

Die PLO, seit 1969 von Arafat geführt, begann ihre Macht innerhalb des Landes auszubreiten und eigene Institutionen aufzubauen: Die Fatah kontrollierte die palästinensischen Flüchtlingscamps und entzog der Regierung die Kontrolle. Arafat beanspruchte den Führungsanspruch über den palästinensischen Teil der Bevölkerung Jordaniens. Dazu hatte er Verbündete in der jordanischen Opposition und Armee. In seiner Radiostation forderte er den nicht-palästinensischen Bevölkerungsteil dazu auf, die „Revolution“ zu unterstützen und sagte später, dass jeder, der in Jordanien lebe Palästinenser sei. Viele palästinensische Führer betrachteten die Übernahme Jordaniens als nötig, um Israel zu besiegen. Arafat sprach dies zwar nicht offen aus aber, untergrub die Autorität Husseins immer weiter und verhielt sich öfters so als sei er der eigentliche Herrscher. Der Machtkampf schaukelte sich immer weiter hoch: Arafat warf Hussein vor, sich gegen seine Organisation zu verschwören. Da er die Einheit der PLO bewahren und eine von ihm befürchtete internationale Intervention verhindern wollte, versuchte er nie die radikaleren Kräfte innerhalb der PLO zu kontrollieren, die mittlerweile zu einem revolutionären Umsturz der Regierung aufriefen. Im November 1969 kam es zu blutigen Gefechten zwischen der jordanischen Armee und den Truppen Arafats, worauf Arafat und Hussein ein Abkommen aushandelten. Dieses sah vor, dass palästinensischen Kämpfern das Tragen von Waffen und Uniformen, das Beschlagnahmen von Autos, das Inhaftieren von Zivilisten und das Rekrutieren von jordanischen Soldaten verboten wird. Dazu versprach Arafat, Angriffe auf Israel mit den jordanischen Truppen zu koordinieren. Im Gegenzug versprach Hussein, das Recht der PLO zu wahren, auf jordanischem Boden zu operieren. Das Abkommen wurde wieder von Arafat gebrochen und im Februar 1970 brachen erneut Kämpfe aus. Hussein, der immer noch nicht bereit für eine Konfrontation war, betrieb gegenüber Arafat eine Appeasement-Politik, indem er sich in militanten Reden mit den Palästinensern solidarisierte und jede politische Lösung mit Israel ablehnte. Als es im Juli wieder zu Kämpfen kam, bot Hussein Arafat sogar einen Regierungsposten an, doch Arafat lehnte diesen mit der Begründung ab, dass sein einziges Ziel sei Israel zu zerstören. Die Lage wurde immer gefährlicher für Hussein, der am 1. September fast Opfer eines Attentats wurde.

##### Ausbruch, Verlauf und Ende des Konflikts

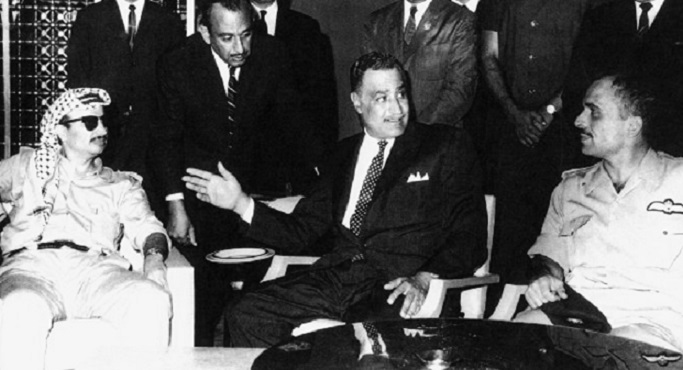
Arafat, Nasser und Hussein bei den Verhandlungen in Kairo (1970)

Am 6. September entführten Kämpfer der PFLP drei Flugzeuge. Eins landete in Ägypten und die anderen zwei in Jordanien. Die Geiselnehmer forderten von den europäischen Regierungen die Freilassung von inhaftierten Gefangenen und drohten an die Flugzeuge zu sprengen. Arafat gelang es einige westliche Geiseln freizubekommen, die dann der Fatah übergeben wurden. Arafat kritisierte die Entführungen nicht. Laut den Arafatbiografen Barry und Judith Colp Rubin glaubt Arafat vermutlich das die Entführungen seine Macht und Popularität stärken könnte. Hussein sah die Entführungen als Herausforderung für seine Autorität und als Signal, das es zum revolutionären Umsturz kommen könnte. In dieser Situation, die blutig und chaotisch war, rief Arafat zu einer Regierung der Nationalen Einheit auf und solidarisierte sich mit der PFLP, die Mitglied der vereinigten Streitkräfte unter seinem Kommando war. Daraufhin entschloss sich Hussein zu handeln. Er verhängte das Kriegsrecht und forderte die palästinensischen Guerillas auf, die Städte Jordaniens zu verlassen. Arafat befahl im Gegenzug seinen Truppen, sich für einen Schlag bereitzuhalten, der die Regierung stürzen soll. Allerdings waren die Truppen dafür nicht vorbereitet. Salah Khalaf räumte später ein: „Wir waren total unvorbereitet“. Anfangs schafften es die Guerillas, sich mit der jordanischen Armee zu messen, verloren aber immer mehr Boden und wurden langsam vertrieben. In diesem Augenblick gab Arafat keine Befehle und wurde von lokalen Anführern um diese gebeten. In den elf Tagen der Kämpfe in der Stadt Amman wirkte Arafat laut seinen Biografen Barry und Judith Rubin wie „paralysiert“. Teile von Arafats Truppen zogen sich in die zweitgrößte Stadt Jordaniens, Irbid zurück und erklärten diese zur Hauptstadt der „Republik von Palästina“. Dort wurden sie von der jordanischen Armee in die Berge im Norden Jordaniens vertrieben, während sie in Amman endgültig besiegt wurden. Arafat hoffte auf Intervention von den arabischen Ländern. Diese kritisierten Hussein zwar, aber militärisch greiften sie nicht in das Geschehen ein.
Am 22. September 1970 rief Gamal Abdel Nasser zu einem arabischen Gipfeltreffen nach Kairo ein, da er die Zerstörung seines Verbündeten verhindern wollte. Er befürchte jedoch, dass ein überragender Sieg Jordaniens den Einfluss der Vereinigten Staaten in der Region vergrößern und sogar zu einem auferlegten Frieden mit Israel führen könnte. Eine arabische Delegation, geführt vom sudanesischen Präsidenten Jaafar Numeiry, ging nach Amman und stellte Arafats Ankunft sicher. Arafat versprach einen Waffenstillstand und rief seine Soldaten auf, alle jordanischen Städte zu verlassen. Im Meeting erklärten Hussein und Arafat ihre Sicht der Dinge vor einem Tribunal, das aus arabischen Anführern bestand. Während Hussein Arafat vorwarf, ihn stürzen zu wollen und ein Radioband als Beweis einbrachte, warf Arafat Hussein vor, dass er wiederum sich gegen ihn verschwören wollte. Dazu soll Hussein Tausende unschuldige palästinensische Zivilisten massakriert haben, was jedoch falsch war. Am Ende entschieden die Richter zu Ungunsten Arafats: Er solle sich auf Israel konzentrieren und die Destabilisierung Jordaniens stoppen. Hussein und Arafat unterzeichneten schließlich ein Abkommen. 1971 flohen Arafat und die PLO in den Libanon, der ihre neue Basis wurde. Innerhalb der PLO sah sich Arafat heftiger Kritik von seinen Mitstreitern ausgesetzt: Arafat hätte nicht intensiver am Sturz Hussein gearbeitet. Einige Kritiker verübten sogar zweimal ein Anschlag auf Arafat. Arafat selber wies sämtliche Kritik von sich und machte seine engsten Mitstreiter Khalaf und Al-Wazir für die Niederlage in Jordanien verantwortlich. Schließlich brach der Protest gegen Arafat zusammen und er schaffte es, die Kritik und die Rufe nach Reformen beiseite zuschieben.

#### Rede vor der UN-Vollversammlung 1974

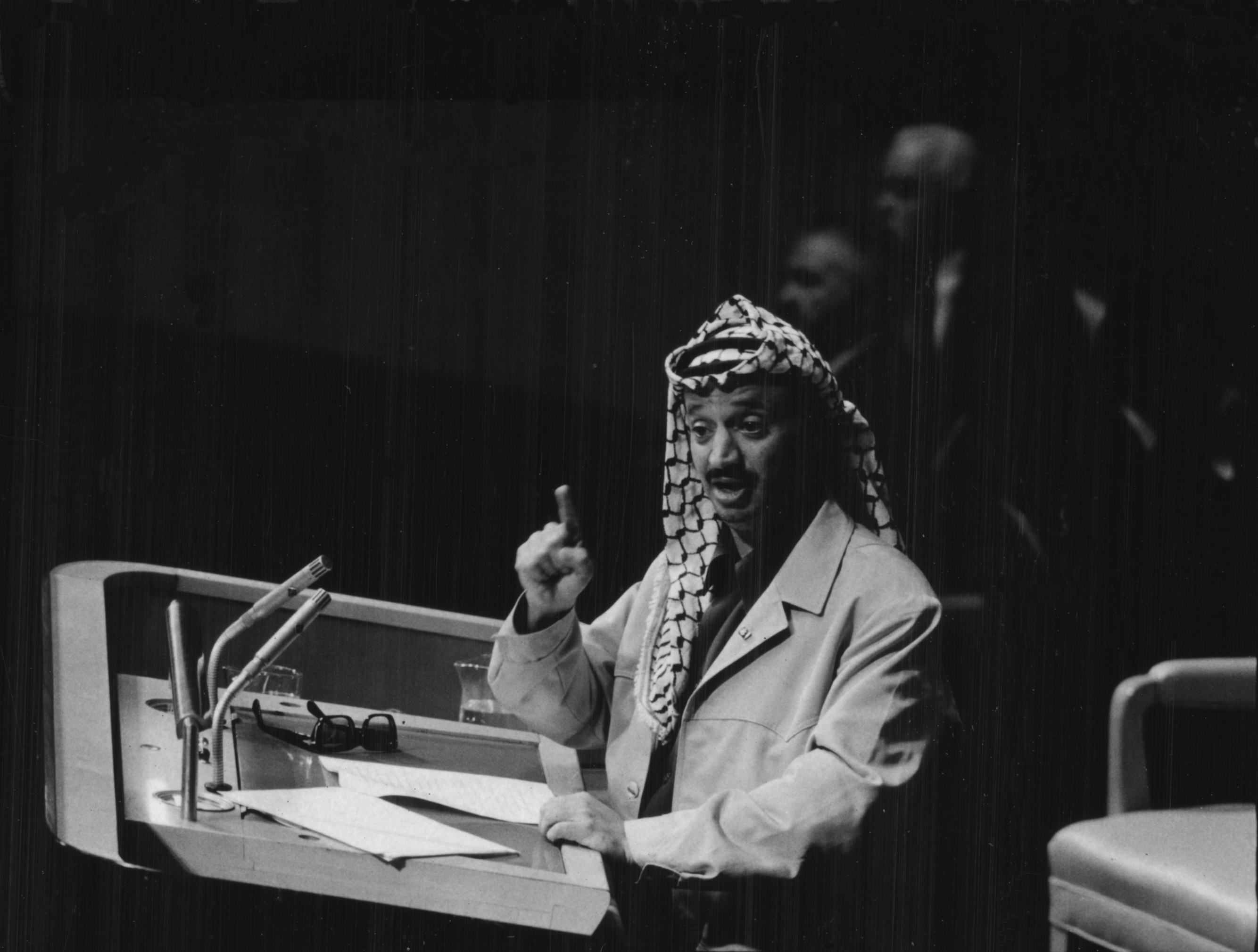
Arafat bei seiner Rede vor der UN-Vollversammlung (1974)

Im Oktober 1974 erkannte die Vollversammlung der Vereinten Nationen die PLO als Befreiungsbewegung an. Daraufhin wurde Arafat als Vertreter eingeladen. Am 13. November eröffnete Arafat die Debatte in der Vollversammlung. Seine Rede hatte er mit seinen Beratern geschrieben und von Mahmud Darwisch korrekturlesen lassen. Die Rede wurde zum Schluss von den 43 Mitgliedern des PLO-Zentralrates abgesegnet. Für Arafat war die Rede eine Gratwanderung: Sie musste einerseits innerhalb der PLO konsensfähig sein, aber auch den „radikalsten Empfindungen Raum bieten“, so Amnon Kalpeliuk. In der Rede sprach Arafat von einem „demokratischen multikonfessionellen Staat“ auf dem gesamten „Boden Palästinas“. Der jüdischen Bevölkerung sollten die gleichen Rechte zugesprochen werden wie den muslimischen oder christlichen Bewohnern. Dies solle sie vom „Zionismus, der Ursache allen Übels“ befreien. Die Teilung Palästinas bezeichnete er als ein „Komplott.“ Das Existenzrecht Israels verneinte er. Sowohl Israel als auch der Zionismus seien zu böse, um sie existieren zu lassen. Beide seien „imperialistisch, kolonialistisch“, „rassistisch“ und sie widersprächen den Interessen der Juden. Den Vorwurf des Terrorismus bestritt er: Jemand, der für die „Freiheit und Befreiung seines Landes“ kämpfe, dürfe nicht Terrorist genannt werden. Die Palästinenser würden genauso handeln wie die Amerikaner im Unabhängigkeitskrieg gegen die Briten. Arafat beendete die Rede mit dem berühmten Satz:

„Ich bin mit einem Olivenzweig in der einen und dem Gewehr des Revolutionärs in der anderen Hand hierher gekommen. Lasst nicht zu, dass der grüne Zweig aus meiner Hand fällt!“

Die Reaktionen auf die Rede waren unterschiedlich: Israel boykottierte die Rede. Journalisten wiesen auf die historische Bedeutung der Rede hin. Sie verhalf Arafat zur internationalen Anerkennung. Am 22. November 1974 erkannte die Vollversammlung der UN in der Resolution 3236 das Recht der Palästinenser auf Selbstbestimmung, Souveränität und nationale Unabhängigkeit an. Sie gewährte der PLO den Status eines ständigen Beobachters bei der UNO und ihren Institutionen. Diese erlaubte ihnen mit den Mitgliedsstaaten gleichberechtigt an den Debatten teilzunehmen.
Als Konsequenz des israelischen Libanonfeldzugs gegen das Hauptquartier der PLO in Beirut im Juli/August 1982 musste Arafat nach Tunesien fliehen. Er verließ mit seinen Gefolgsleuten das von Israel besetzte Beirut und errichtete einen neuen PLO-Sitz im Exil in Tunis.

#### Unterstützung von Saddam Hussein und politische Isolierung
Am 2. August 1990 marschierte der Irak unter Saddam Hussein in Kuwait ein und besetzte das Emirat. Irak warf Kuwait vor, aus den Ölfeldern von Rumailah übermäßig viel Erdöl abzupumpen und bestritt den Hoheitsanspruch Kuwaits auf die Inseln Bubiyan und Warba im Grenzgebiet der beiden Staaten. Arafat wollte in dieser Zeit seine Unterstützung aus der arabischen Welt nicht verlieren und versuchte zu vermitteln. Er unterstützte die Besetzung nicht, verurteilte sie aber auch nicht, sondern rief zu einer „Arabischen Lösung“ auf, um eine von ihm befürchtete Intervention der Vereinigten Staaten zu verhindern. Deshalb beschloss er, den Irak und nicht Kuwait zu unterstützen, räumte in privaten Gesprächen jedoch ein, dass die Besetzung Kuwaits ein Fehler war. Laut Ibrahim Abu-Lughod soll Arafat gesagt haben: „Der Fehler eines schlauen Fuchses ist tausendmal schlimmer als jeder andere“. In den ersten drei Wochen nach der Invasion führte Arafat drei Gespräche mit Hussein und in Kairo zwei Gespräche mit Hosni Mubarak. Bevor Hussein die Annexion von Kuweit offiziell machte, schlug Arafat diesem vor, sich aus dem Emirat zurückzuziehen und die Ölfelder besetzt zu halten, damit er über diese verhandeln könne. Laut Arafat soll Hussein den Vorschlag zunächst akzeptiert, später aber wieder verworfen haben. Am 10. August gab es ein Gipfeltreffen der arabischen Staatschefs in Kairo, um über die Kuwaitkrise zu beraten. Arafat konnte Hussein zur Teilnahme überreden und schlug eine Kommission aus Mubarak, Hussein, dem algerischen und jemenitischen Präsidenten vor, die dann einen Kompromiss erarbeiten sollen. Hussein war zwar einverstanden, allerdings machte Mubarak eine Kehrtwende und plädierte für eine Verurteilung des Iraks. Der Grund für Arafats Parteinahme war, dass Hussein die Politik von Arafat immer unterstützt hatte. Hussein versprach Arafat, dass er für ihn Israel erobern würde. Später unterstützte Hussein die PLO mit Geld, die sie aufgrund ihrer hohen Verschuldung brauchte. Allerdings war seine Hinwendung nicht unumstritten: Die Hauptkritik kam von Salah Khalaf. Er glaubte nicht, dass die Ambitionen Husseins, die arabische Welt zu führen, eine Antwort für die palästinensische Sache bieten. Arafats Unterstützung ging weiter: Im September verkündete er, dass die PLO den Irak unterstützte und im Dezember rechtfertigte er die Invasion. Nachdem es im April 1990 zu einem ersten Geheimtreffen zur Lösung des Nahostkonflikts zwischen Jimmy Carter und Arafat gekommen war, wofür sich der Ex-Präsident scharfe Kritik aus dem Weißen Haus zugezogen hatte, setzten sie ihre Gespräche nach der irakischen Invasion Kuwaits fort. Allerdings bedeutete Arafats Unterstützung von Hussein einen schweren Rückschlag im Verhältnis zu Israel, mit dem Carter im Rahmen seiner Friedensinitiative zeitgleich verhandelte. In den Gesprächen versuchte Arafat den amerikanischen Ex-Präsidenten davon zu überzeugen, dass die Krise im Persischen Golf mit dem Nahostkonflikt zusammenhing.
Die Unterstützung des Iraks hatte massive Konsequenzen für Arafat und die PLO: Schon vor dem Ausbruch des Golfkrieges hatte die PLO Einnahmeausfälle von 10 Milliarden Dollar, sodass er gezwungen war, laufende Kosten und die Gehälter der Mitarbeiter zu kürzen. Im August 1990 stellten die arabischen Länder dann ihre monatlichen Zahlungen von 43 Millionen Dollar an die PLO ein. Die Bankkonten der Palästinenser in Kuwait wurden eingefroren und die Gehaltszahlungen ausgesetzt. In Folge befand sich die PLO international in der Isolation.

#### Flugzeugabsturz und Madrider Friedenskonferenz
Nach einem Gespräch mit dem sudanesischen Staatschef Umar al-Baschir und dem Besuch einer stationierten palästinensischen Militäreinheit wollte Arafat am 7. April 1992 mit einer Antonow An-26 den Sudan verlassen. Außer ihm befanden sich zwei Leibwachen und mehrere Mitarbeiter im Flugzeug. Im Südosten Libyens, am Flughafen Kufra sollte ein Zwischenstopp gemacht werden, um zu tanken. Extrem schlechte Sicht und Sandstürme ließen dies jedoch nicht zu. Auf dem Weiterflug nach Al-Sarah verunglückte das Flugzeug und wurde erst fünfzehn Stunden später gefunden. Beim Absturz kamen die Piloten und Techniker ums Leben, während Arafat mehrere Meter in den Sand geschleudert wurde und nur Verletzungen davontrug.
Im Bestreben, den israelisch-palästinensischen Konflikt zu beseitigen, versuchten die USA eine Friedenskonferenz ins Leben zu rufen, die die Palästinenser mit einband. Die Eckpfeiler des Plans von Präsident Bush waren: Land gegen Frieden (Grundlage war die Resolution 242), Achtung der Rechte des palästinensischen Volkes und Frieden für Israel in sicheren Grenzen. Auf Druck des amerikanischen Außenministers James Baker akzeptierte Israel, geführt von Jitzchak Schamir, am 2. August 1991 die Konferenz. Auch innerhalb der PLO musste über die Teilnahme entschieden werden. Die USA hatten jedoch strenge Bedingungen gestellt: Keine offizielle Teilnahme der PLO und Ausschluss der in der Diaspora und Jerusalem lebenden Palästinenser. Arafat entschloss, die Idee der Konferenz zu unterstützen und daran teilzunehmen, wenn sie für Schaffung eines palästinensischen Staates im Gazastreifen und im Westjordanland nützlich war. Er empfand die Bush-Administration als die am wenigsten israelfreundliche im Vergleich zu den vorherigen. Im September 1991 versammelte sich der palästinensische Nationalrat in Algier, um über die Teilnahme an der Konferenz unter den amerikanischen Bedingungen zu entscheiden. Die Sitzung bot Arafat die Gelegenheit zu einer Rückkehr in die internationale Politik, da einige westliche Beobachter wenige Monate zuvor ihn für „so gut wie erledigt“ erklärt hatten. In seiner Rede wollte er nicht nur seine Zustimmung zu der Idee einer internationalen Konferenz bekunden, sondern auch sicherstellen, dass er bei der Auswahl der Delegation freie Hand hatte. Die Frage wurde in der Sitzung mit überwältigender Zustimmung entschieden.
Am 30. Oktober 1991 wurde schließlich die Konferenz im Palast des Königs Juan Carlos I. unter der Schirmherrschaft von Bush und Gorbatschow eröffnet. Sie war ein historischer Meilenstein: Die PLO war zwar offiziell ausgeschlossen, aber die Palästinenser wurden zum ersten Mal in Verhandlungen mit Israel als vollwertiger Partner zugelassen. An der Konferenz nahmen auch der Libanon, Syrien, ägyptische Beobachter und eine palästinensisch-jordanische Delegation, bestehend aus 14 Palästinensern, teil. Die palästinensische Abordnung wurde von Haider Abdel Shafi, der jedoch nicht Mitglied der PLO war, geleitet. Faisal Husaini und Hanan Ashrawi aus Ost-Jerusalem konnten als Delegationsteilnehmer nicht an den Verhandlungen teilnehmen, da Schamir behauptete, dass „Bewohner Jerusalems, das einen integralen Bestandteil Israels darstellt, die Palästinenser nicht vertreten“ können. Arafat, der die Teilnehmer ernannte, umging dieses Verbot, indem er Husaini zum Koordinator und Ashrawi zur Sprecherin der Delegation bestimmte. Die Eröffnungssitzung war von gegenseitiger Abneigung geprägt. Fortschritte konnten nicht erzielt werden. Arafat verfolgte die Eröffnung über den Fernseher und sprach mit europäischen Journalisten über das, was er gehört hatte. Die Verhandlungen kamen zunehmend in einer Sackgasse. Schamir ging es nur darum, die Verhandlungen in die Länge zu ziehen. Er wollte Frieden, aber ohne Gebietsabtretung. Nachdem er aus dem Amt ausgeschieden war, gab er zu, dass er gehofft habe, „zehn Jahre lang“ fruchtlose Verhandlungen zu führen, um die Besiedelung des Westjordanlandes und des Gazastreifens weiter verfolgen zu können. Wenig später wurden die Verhandlungen in Washington fortgeführt.

#### Friedensprozess
Am 13. September 1993 kam es bei der Unterzeichnung der Prinzipienerklärung über die vorübergehende (palästinensische) Selbstverwaltung zwischen dem Staat Israel und der PLO in Washington zu einem historischen Handschlag zwischen Arafat und dem israelischen Ministerpräsidenten Jitzchak Rabin.
Nach 27 Jahren Exil kehrte Arafat infolge des Autonomieabkommens am 1. Juli 1994 nach Palästina zurück und bildete in Gaza eine autonome Regierung, die Palästinensische Autonomiebehörde.

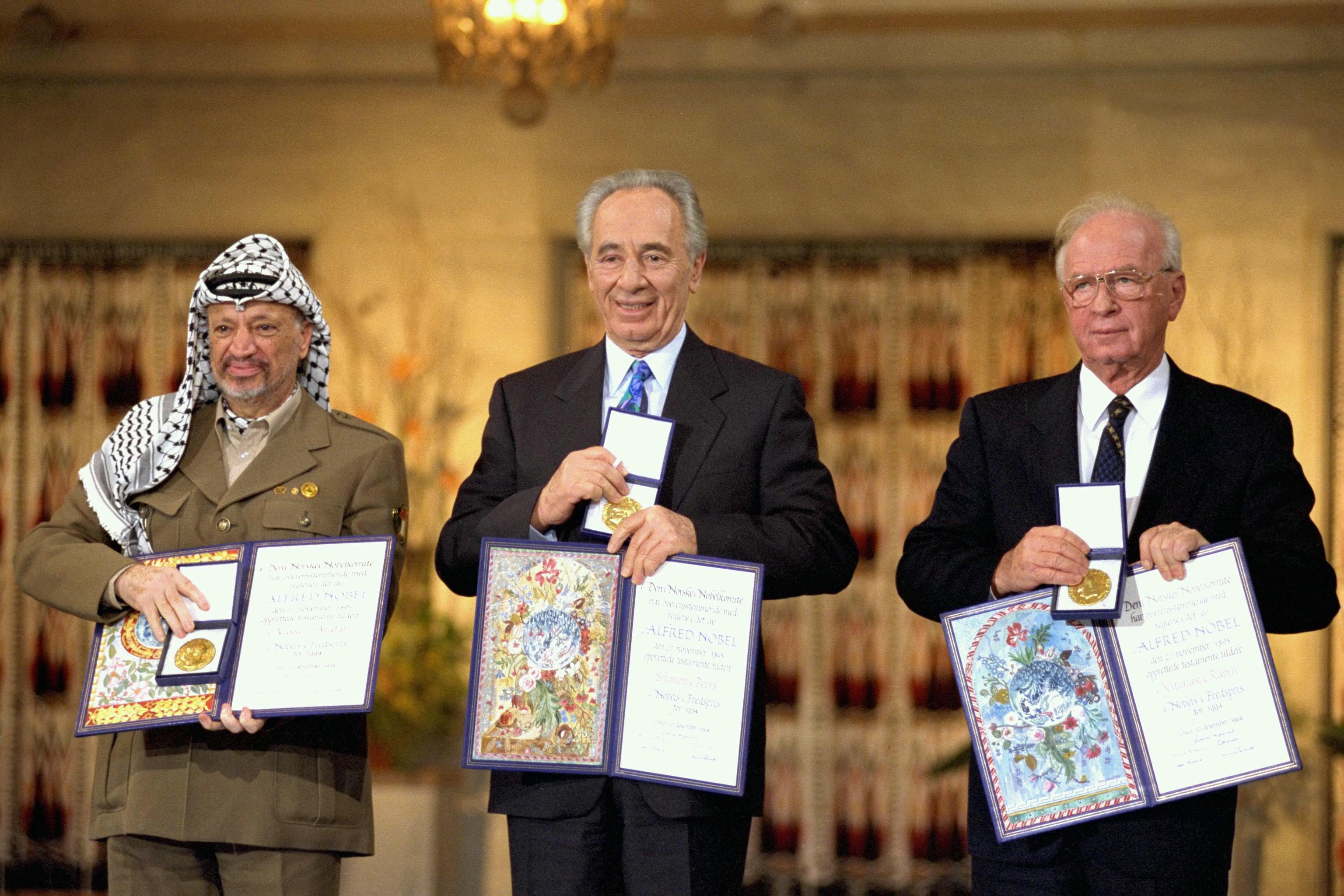
Yasser Arafat, Shimon Peres und Yitzhak Rabin erhalten den Friedensnobelpreis nach dem Oslo-Abkommen.

Im Dezember 1994 erhielt Arafat gemeinsam mit Shimon Peres und Jitzchak Rabin den Friedensnobelpreis. Friedensnobelpreisträger Rabin bezahlte später für dieses Entgegenkommen im Israelisch-Palästinensischen Konflikt durch einen Terroranschlag eines jüdischen Ultra-Nationalisten mit seinem Leben. Während der Trauerwoche für Jitzchak Rabin nach dessen Ermordung im November 1995 besuchte Arafat Leah Rabin und ihre Familie in ihrer Wohnung in Tel Aviv, um seine Anteilnahme zum Ausdruck zu bringen. Es war das erste Mal, dass er israelischen Boden betrat. Aus Sicherheitsgründen hatte er nicht an den Beisetzungsfeierlichkeiten teilnehmen können. Er schilderte, wie sehr ihn der Mord bestürzt habe und wie verzweifelt er darüber sei, seinen Partner im Friedensprozess verloren zu haben.
2000 scheiterten Verhandlungen in Camp David über die Schaffung eines palästinensischen Staates.

#### Zweite Intifada und politischer Niedergang
Arafat wurde Doppelzüngigkeit vorgeworfen: Während er sich international für Frieden und Diplomatie starkmachte, soll er in Gaza mit antisemitischen Reden Stimmung gegen Israel gemacht haben. Auch wurde ihm Waffenschmuggel für Paramilitärs und Terroristen vorgeworfen (Karine-A-Affäre), sowie die Sicherheitskräfte der Autonomiebehörde für Angriffe auf Israel zu missbrauchen. Laut Medienberichten erhielten Terror-Organisationen wie die al-Aqsa-Märtyrerbrigaden über die Autonomiebehörde indirekt EU-Gelder.
Als Ursachen der Intifada gelten mehrere Faktoren: der provokante Besuch Ariel Sharons auf dem Tempelberg am 28. September 2000; die Unzufriedenheit der Palästinenser mit dem Osloer Friedensprozess und den Camp-David-Verhandlungen 2000; das Bestreben der Palästinenser, die Verhandlungsposition mit Gewalt aufzubessern; schließlich die beschleunigte Aufrüstung beider Konfliktparteien vor dem Krieg. Arafat unterstützte den Aufstand, was ihm vor allem außenpolitisch schadete.

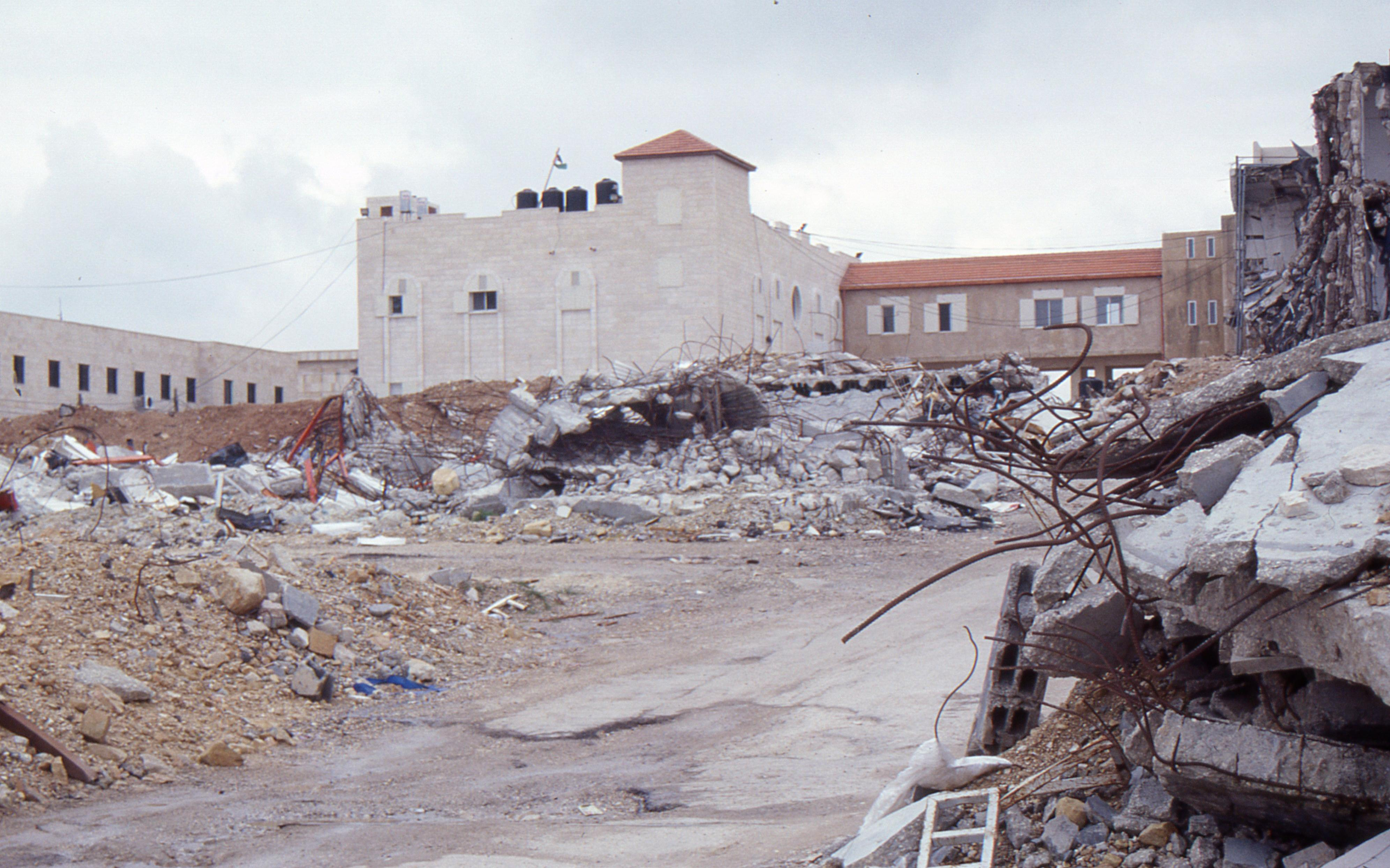
Weitgehend zerstörter Amtssitz Arafats (März 2003)

Als Reaktion auf die Zweite Intifada besetzte Israel immer wieder Teile der autonomen Palästinensergebiete. Die israelische Regierung machte auch Arafat selbst für gewaltsamen Übergriffe verantwortlich. Ab 2001 wurde der in Ramallah lebende Arafat von Israel mehrfach unter Hausarrest gestellt. Seine Hubschrauber wurden im Dezember 2001 zerstört, sodass er nicht mehr zwischen Gaza und Ramallah reisen konnte. Im Rahmen der Operation Schutzschild vom 29. März 2002 bis 3. Mai 2002 zerstörte die israelische Armee einen Teil von Arafats Hauptquartier, der Muqāta’a. Am 11. September 2003 fasste die israelische Regierung den Beschluss, Arafat auszuweisen. Mit einem Hubschrauber sollte er ins Exil nach Nordafrika gebracht werden. Nach dem Ausweisungsbeschluss gingen zehntausende Palästinenser protestierend auf die Straße. Arafat appellierte an die Bevölkerung, Widerstand gegen den Beschluss zu leisten. Er wolle „lieber sterben, als sich zu ergeben“.
Am 16. September 2003 ließen die USA eine Resolution des Weltsicherheitsrates gegen die Ausweisung Arafats an ihrem Veto scheitern. Deutschland enthielt sich der Stimme.

#### Korruption
Im Mai 2002 stellte der BND fest, dass die Verwendung von EU-Geldern für den Terrorismus „nicht auszuschließen“ sei, da Arafat offensichtlich nicht zwischen der Struktur des Autonomie-Regimes und seiner Fatah-Bewegung trenne. Das Gutachten spricht weiterhin von „bekanntem Missmanagement“ und „weit verbreiteter Korruption“ (Aktenzeichen 39C-04/2/02).
Die USA und Israel hatten die Europäische Union in Brüssel zu dem Zeitpunkt bereits mehrfach aufgefordert, die Verwendung der Subventionen für die Palästinensische Autonomiebehörde genauer zu überprüfen. Brüssel erklärte, für Transparenz und Kontrolle der Fördermittel sorge der Internationale Währungsfonds. Der IWF legte 2003 jedoch einen Bericht über „Ökonomische Leistungen und Reformen unter Konfliktbedingungen“ vor, aus dem hervorging, dass zwischen 1995 und 2000 mehr als 900 Millionen Dollar an Fördergeldern für die Palästinensische Autonomiebehörde „verschwanden“. Weisungsbefugt für die Verwendung des Geldes seien allein Arafat und „enge Vertraute“ gewesen. Arafat kontrollierte dem Bericht zufolge bis zu seinem Tod allein 8 % des palästinensischen Gesamtbudgets.

### Familie
Arafat war seit dem 17. Juli 1990 mit Suha at-Tawil verheiratet, mit der er eine Tochter, Zahwa (* 24. Juli 1995 in Neuilly-sur-Seine), hat. Ab dem Beginn der zweiten Intifada, also ab 2001, lebten Frau und Tochter in Paris und Tunis. 2007 zog Suha nach Malta.
Sein Neffe Musa Arafat war Leiter des palästinensischen Militärgeheimdienstes, sein Bruder Fathi Arafat Mediziner.

### Tod
Jassir Arafats Gesundheitszustand verschlechterte sich in der Nacht zum 28. Oktober 2004 akut. Er hatte bereits über eine Woche lang wegen einer Entzündung seines Verdauungstraktes nichts gegessen. Die israelische Regierung hob wegen seiner schweren Krankheit das Reiseverbot auf und sicherte ihm eine Rückkehr ins Westjordanland zu. Am folgenden Tag wurde Arafat nach Paris geflogen und zur Behandlung ins Militärkrankenhaus Percy gebracht, das auch Spezialabteilungen für die Behandlung von Brandopfern und radioaktiv kontaminierten Patienten unterhält.
Am 4. November verschlechterte sich sein Zustand noch einmal; es wurde von einem „tiefen Koma“ berichtet. Am 10. November versagten Nieren und Leber. Ein Abschalten der lebenserhaltenden Geräte wurde aus religiösen Gründen abgelehnt. Infolge der Leberschädigung und der daraus resultierenden Störung der Synthese der Blutgerinnungsfaktoren kam es zu einer Gehirnblutung. Am 11. November 2004 um 3.30 Uhr (MEZ) starb Jassir Arafat.
Nach Verabschiedung mit militärischen Ehren wurde der Leichnam Arafats in Begleitung seiner Witwe mit einer französischen Militärmaschine nach Kairo geflogen.
Die zentrale Trauerfeier fand am 12. November am Flughafen Kairo-International statt, wozu hochrangige Politiker aus aller Welt eingeladen waren. Im Anschluss an die militärische Zeremonie in Kairo wurde der Sarg nach Ramallah geflogen, wo die Beisetzungszeremonie am frühen Nachmittag stattfand. Arafats Wunsch, in Ost-Jerusalem am Tempelberg auf dem Gelände der Al-Aqsa-Moschee begraben zu werden, wurde von der israelischen Regierung nicht entsprochen. Der israelische Justizminister Yosef Lapid kommentierte dies mit den Worten „In Jerusalem liegen jüdische Könige begraben, keine arabischen Terroristen.“ Arafat wurde in einem Steinsarg auf dem Gelände seines ehemaligen Amtssitzes in Ramallah unter großer Anteilnahme der palästinensischen Bevölkerung beigesetzt. Sein Sarg wurde mit Erde vom Jerusalemer Tempelberg umgeben.

#### Reaktionen
Nach seinem Tode wurde Jassir Arafat von 200 Rabbinern als „Amalek und Hitler unserer Generation“ bezeichnet und der Vorschlag gemacht, seinen Todestag als „Freudentag“ zu feiern.

## Spekulationen und Ermittlungen zur Todesursache und Exhumierung
Die al-Aqsa-Märtyrerbrigaden machten ebenso wie die radikale Palästinenserorganisation Islamischer Dschihad Israel für den Tod Arafats verantwortlich und drohten mit Rache. So äußerte sich Dschihad-Anführer Chalid al-Batesch, Israels Ministerpräsident Ariel Scharon habe „bei der Tötung Arafats seine Hand im Spiel“ gehabt. Ärzte im Militärkrankenhaus Percy in Clamart bei Paris, in dem Arafat zuletzt behandelt wurde, und Vertraute Arafats schlossen jedoch seinerzeit aus, dass der Palästinenserchef vergiftet worden sei. Eine Autopsie fand nach dem Willen der Witwe nicht statt.
Da weder Arafats Ärzte noch dessen Witwe die genaue Todesursache bekannt gaben, kam es in der Folge zu weiteren öffentlichen Spekulationen. Dabei wurden von Spezialisten besonders Vergiftung und AIDS nahegelegt. Ahmad Dschibril, der Generalsekretär der palästinensischen Volksfront zur Befreiung Palästinas – Generalkommando (PFLP-GC), erklärte im Juli 2007, er habe Einblick in den französischen Bericht über den Tod Arafats gehabt. Der Bericht gebe an, dass Arafat an AIDS erkrankt gewesen sei. Aschraf al-Kurdi, seit 1986 persönlicher Leibarzt von Jassir Arafat, erklärte am 12. August 2007 gegenüber der jordanischen Nachrichten-Webseite Amman, dass der Palästinenserführer unter dem HI-Virus litt, aber nicht an der Immunschwächekrankheit AIDS starb. Das Virus soll Arafat erst kurz vor seinem Tod in dessen Blut injiziert worden sein, so al-Kurdi, der aber angab, dass die tatsächliche Todesursache eine Vergiftung gewesen sei. Im August 2011 beschuldigte die Fatah den zuvor aus der Partei ausgeschlossenen Mohammed Dahlan, hinter der Vergiftung Arafats zu stecken und sogar selbst das Gift aus Paris besorgt zu haben. Haaretz veröffentlichte 2005 eine Analyse israelischer Experten, wonach eine eventuelle Vergiftung am ehesten bei einem Abendessen am 12. Oktober 2004 stattgefunden haben müsste.

### Verdacht auf Vergiftung mit Polonium-210
Im Dezember 2011 und Januar 2012 kontaktierte der Reporter Clayton Swisher Arafats Witwe in Malta und Paris und erhielt von ihr Akten und eine Tasche mit persönlichen Gegenständen (Zahnbürste, Kleidung, Kufiya), die Arafat in seinen letzten Tagen benutzt hatte.
Am 3. Juli 2012 veröffentlichte der Fernsehsender al-Dschasira den Befund des Schweizer Institut de Radiophysique der Universität Lausanne, dem die Gegenstände zur Untersuchung gegeben worden waren. Festgestellt wurden gegenüber den natürlichen Vorkommen erhöhte Konzentrationen von radioaktivem Polonium-210. Aufgrund dessen geringer Halbwertszeit von nur 138 Tagen halbiert sich die Strahlung alle 138 Tage, sodass acht Jahre nach Arafats Tod nur etwa ein Millionstel des Elements übrig wäre.
Die in den französischen Krankenakten Arafats beschriebenen Symptome, die zu seinem Tod führten, stimmten nach anderen Quellen nicht mit den bekannten Symptomen einer externen radioaktiven Vergiftung überein. Zur Theorie über einen Gifttod Arafats durch Polonium wurden auch von anderen Experten Zweifel geäußert. Die vom radiologischen Institut bekannt gegebenen Poloniumkonzentrationen auf den persönlichen Gegenständen Arafats könnten nach einem von der Jerusalem Post zitierten Experten wegen der Halbwertszeit des Polonium-210 nicht auf eine acht Jahre zurückliegende Vergiftung zurückgeführt werden, sondern müssten zu einem späteren Zeitpunkt aufgetragen worden sein.
Am 31. Juli 2012 erstattete Suha Arafat im französischen Nanterre Anzeige gegen Unbekannt wegen Mordes. Die französische Justiz leitete Ende August 2012 Ermittlungen zur Todesursache ein. Die Palästinenserführung und auch die Witwe befürworteten eine im Islam normalerweise verbotene Exhumierung. Anfang November wurden die ersten Vorbereitungen dafür getroffen, da dafür viel Beton im Mausoleum abgetragen werden musste.
Am 27. November 2012 wurde Arafats Leichnam exhumiert und ausländische Expertenteams nahmen Proben.
Das Team der Universität Lausanne konnte nun auch Knochenproben nehmen. Das Schweizer Institut erklärte in seinem Bericht vom 5. November 2013 das Ergebnis, man habe einen „moderaten“ Hinweis auf eine Polonium-Vergiftung:

„[T]he results moderately support the proposition that the death was the consequence of poisoning with polonium-210“

### Diskussion des Schweizer Berichts
Mitte Oktober 2013 wurde ein Zwischenergebnis von Schweizer Toxikologen bekannt, wonach eine Vergiftung möglich, aber nicht sicher sei. Am 6. November 2013 gab die Universität Lausanne bekannt, einen gegenüber natürlichen Konzentrationen stark erhöhten Wert von Polonium-210 in den Proben nachgewiesen zu haben. Zugleich stellten sie eine über das natürliche Vorkommen hinaus deutlich erhöhte Menge von Blei-210 fest. Blei-210 kann eine Poloniumvergiftung maskieren, weil Polonium-210 ein Folgeprodukt des Blei-210 in der radioaktiven Zerfallskette ist und nach einiger Zeit mit dem Blei im radioaktiven Gleichgewicht steht. Da Blei-210 eine wesentlich längere Halbwertszeit hat, sind aufgrund der Neuentstehung von Polonium-210 die Reste einer möglicherweise vorangegangenen Poloniumvergiftung nicht mehr nachweisbar. Die Anwesenheit des Blei-210 wurde als mögliche Verunreinigung des hypothetisch als Gift verwendeten Poloniums erklärt. Es wurde vorgerechnet, dass von einer angenommenen Giftdosis von 1 GBq zum Todeszeitpunkt noch 4–5 % im Körper verblieben wären, die bis zur Exhumierung auf ca. 15 Bq Gesamtaktivität abgeklungen wären. Die Forscher konnten Polonium nicht als Todesursache ausschließen, bezeichneten es aber auch nicht als sicher, dass Polonium den Tod verursachte. Die Ergebnisse würden letztere These „mäßig stützen“ („moderately support the proposition“: „moderately“ ist sicherer als „slightly“ und unsicherer als „strongly“). Unabhängige Forscher kommentierten, dass die Studie deshalb kein Beweis für eine Vergiftung sei.
Am 3. Dezember 2013 wurde berichtet, dass das ebenfalls beauftragte französische Untersuchungsteam zu dem Ergebnis gekommen sei, eine Vergiftung sei auszuschließen, vielmehr weise es auf eine natürliche Todesursache hin.
Die Forschungsberichte des russischen Untersuchungsteams, das ebenfalls Zugang zu Arafats sterblichen Überresten hatte, lehnte die Polonium-Vergiftung ebenfalls ab. Der Leiter des Lausanne Institut, Francois Bochud, kritisierte wiederum die Arbeit seiner russischen Kollegen als unwissenschaftlich – „The Russians are putting things forward without giving the slightest numerical value, without the slightest scientific argument. So for me it’s empty – a political statement.“

### Schlussfolgerungen

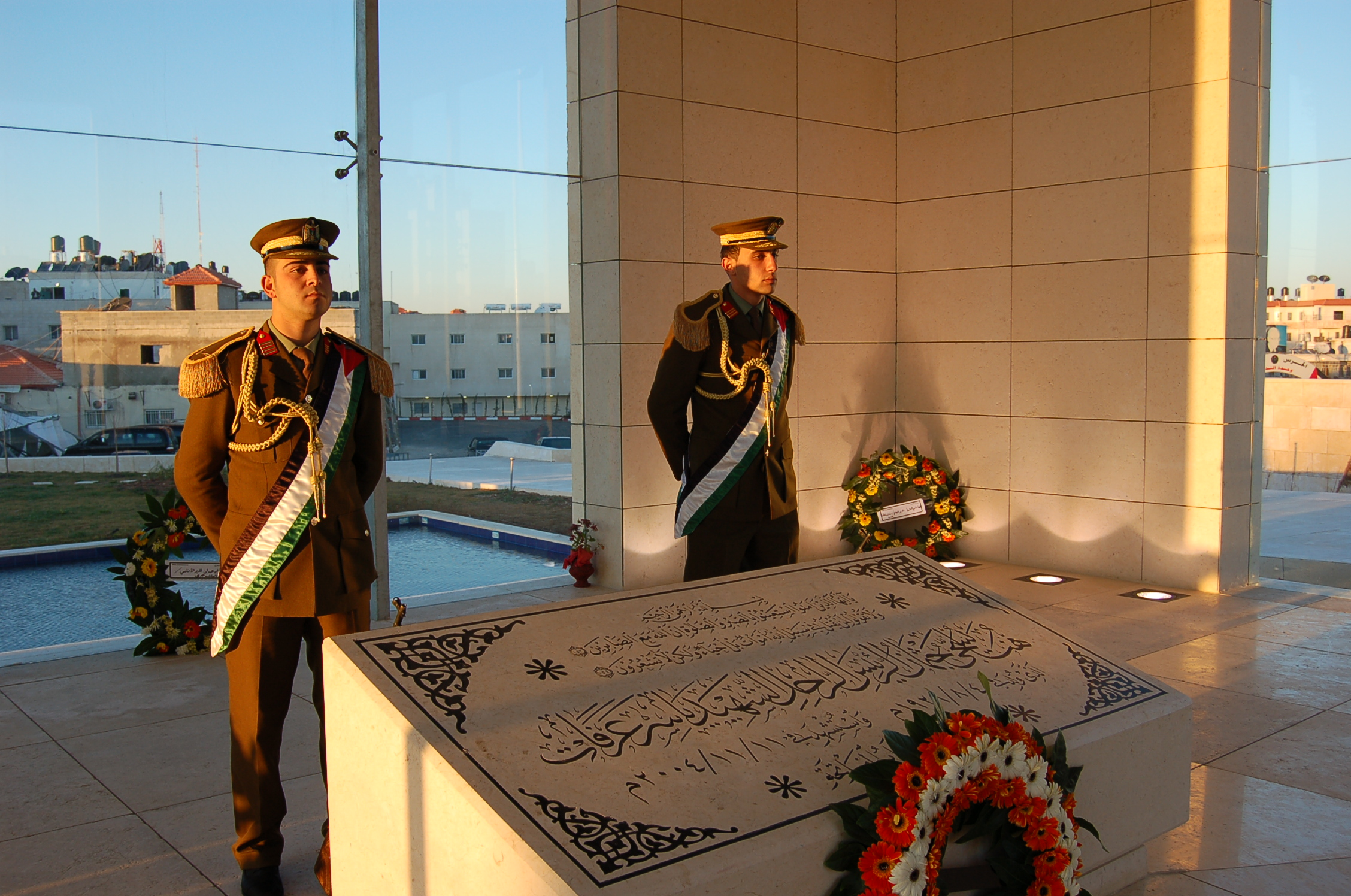
Das Grab Arafats im Inneren des Mausoleums, bewacht von zwei Sicherheitskräften der palästinensischen Ehrengarde. Das Mausoleum wurde teilweise auch mit EU-Geldern finanziert. (Ramallah, 6. Feb. 2008)

Nachdem die Staatsanwaltschaft von Nanterre im März 2015 mitgeteilt hatte, dass die Polonium-Spuren aus Arafats Grab natürlichen Ursprungs seien, beantragte sie Mitte Juli 2015, das Verfahren einzustellen. Die Ermittlungsrichter in Nanterre folgten dem Antrag und stellten das Verfahren Anfang September 2015 ein, da es keine ausreichenden Beweise für einen Mord gebe.
In einem im November 2015 veröffentlichten wissenschaftlichen Artikel des Schweizer Teams wird eine Vergiftung als plausibel, aber nicht bewiesen eingestuft. Die gleiche Studie ermittelt eine höhere Wahrscheinlichkeit für die Annahme einer Vergiftung mit Po-210 als für die gegenteilige Annahme, falls man von einer mehrfachen Einnahme des Po-210 in kleinen Dosen ausgehe.
Im Juni 2016 lehnte ein Gericht in Paris – nicht letztinstanzlich – die Wiedereröffnung der Untersuchungen bezüglich des vermuteten Mordes ab, weil dafür die Rechtsgrundlage fehle.

## „Arafat-Museum“
Am 10. November 2016 wurde in Ramallah neben dem Arafat-Mausoleum ein „Arafat-Museum“ eröffnet. Es kostete 7 Millionen Dollar und wurde von den palästinensischen Behörden im Westjordanland finanziert. Ausgestellt sind unter anderem seine Brille, sein Revolver, „sein charakteristischer schwarz-weiß karierter Keffiyeh-Kopfschmuck“, sein Reisepass, seine Friedensnobelpreismedaille (zwischenzeitlich im Besitz der Hamas) und andere Memorabilien. Vermittelt werde laut Joshua Mitnick von der Los Angeles Times eine unkritische palästinensische Sicht der Dinge, etwa in der Darstellung des Massakers bei den olympischen Spielen von München 1972 („Antwort auf Überfall israelischer und deutscher Sicherheitskräfte“). Arafats Geburt werde von Kairo in ein palästinensisches Dorf in der Nähe der Jerusalemer Altstadt verlegt, wie es palästinensischer Legendenbildung entspräche. Hinweise auf seine Ehefrau Suha at-Tawil würden vermieden, völlig ausgeblendet würden die vielen Vorwürfe hinsichtlich Korruption und Vetternwirtschaft.

## Ehrungen
- 1993 Großkreuz des portugiesischen Verdienstordens
- 1993 Félix-Houphouët-Boigny-Friedenspreis mit Jitzchak Rabin und Schimon Peres
- 1994 Prinz-von-Asturien-Preis für Internationale Zusammenarbeit
- 1994 Friedensnobelpreis Jitzchak Rabin und Schimon Peres
- 1995 Deutscher Medienpreis
- 1999 Orden des Fürsten Jaroslaw des Weisen (I. Klasse)
- Held der Demokratischen Volksrepublik Korea[86]
- Alter Freund des chinesischen Volkes[87][88]